# 北本忍
北本 忍（きたもと しのぶ、1977年〈昭和52年〉2月1日 - ）は兵庫県川西市出身のカヌー元選手である。兵庫県立川西北陵高等学校、武庫川女子大学卒。富山県体育協会所属。

## 人物
- 2004年にアテネオリンピックでカヤックフォアに出場し、結果は9位となる。
- 2008年に北京オリンピックに出場し、ペアでは5位、フォアでは6位に入賞した。
- 2009年にチェコで行われたスプリント・ワールドカップでカヤックシングル500ｍで日本人初の優勝となった。
- 2010年にポーランドで行われたカヌースプリント世界選手権大会でカヤックシングル500ｍで3位で初のメダル獲得となり、広州アジア大会でカヤックシングルWK-1・200mで日本人女子初の金メダルを獲得した。
- 2012年にロンドンオリンピック日本代表に選出。五輪3大会連続出場となった。